# Sebastián Blanco
Sebastián Marcelo Blanco (Lomas de Zamora, Argentina, 15 de marzo de 1988) es un futbolista argentino. Juega de extremo derecho en Miami F. C., de la USL Championship de Estados Unidos.

## Trayectoria
Blanco, surgido de las inferiores del Club Atlético Lanús, hizo su debut en la primera división del club el 28 de febrero de 2006 por la séptima fecha del Torneo Clausura 2006 en una victoria 2-0 frente a San Lorenzo de Almagro. Aquel campeonato Lanús terminaría subcampeón.
Con el Club Atlético Lanús, el 2 de diciembre de 2007 y frente al Club Atlético Boca Juniors en La Bombonera, conseguiría el Torneo Apertura de la mano de Ramón Cabrero dándole así, el primer campeonato local al "granate". En aquel campeonato disputaría 9 partidos de los 19 que hubo y convirtió 2 goles, frente a San Martín de San Juan y frente a Rosario Central.
Blanco disputó un total de 141 cotejos con la camiseta de Lanús, en los cuales marcó 19 goles, dio 22 asistencias, fue amonestado en 31 ocasiones y vio la roja en otros dos. En Primera División participó en 114 partidos y anotó 17 tantos. Además disputó 25 encuentros por competencias internacionales, con 2 goles.
El 7 de enero de 2011 emigraría al fútbol europeo, más precisamente al ucraniano, para jugar en el Metalist Járkov que por aquel entonces estaba integrado por sus compatriotas Cristian Villagra y Jonathan Cristaldo. La venta fue por 6 millones de euros y un contrato por 5 años.
El 2 de marzo del 2011, y a menos de dos meses de haber llegado a Ucrania, sufriría su primera lesión grave, rotura de los ligamentos cruzados complicación meniscal durante un entrenamiento de su equipo previo a un amistoso en Turquía. La lesión hizo que se perdiera el inicio hasta más de la mitad del campeonato.
En la temporada 2012/2013 conseguiría el subcampeonato ucraniano quedando a 13 puntos del campeón Shajtar Donetsk y clasificando a la Liga de Campeones de la UEFA 2013-14. En aquel campeonato, Blanco, disputaría 26 partidos (9 como titular) marcando 2 goles, siendo amonestado 7 veces y recibiendo una roja.
En julio de 2014, como consecuencia de la guerra civil en el este de Ucrania y del derribo del vuelo 17 de Malaysia Airlines, expresó su decisión de no retornar al club Metalist. Al mismo tiempo un jugador argentino y cinco brasileños abandonaron el FK Shajtar Donetsk por la misma causa.
En el club ucraniano disputó un total de 68 partidos y marcó 10 goles por liga y jugó 22 partidos marcando 3 goles por torneos internacionales.
El 30 de agosto de 2014, Blanco dejó al Metalist Járkov ucraniano para firmar por el West Bromwich Albion inglés.
Habiendo disputado solo 3 partidos en el conjunto inglés, el 20 de enero del 2015, San Lorenzo de Almagro lo adquiere por un préstamo de 6 meses con opción de compra para disputar la defensa de la Copa Libertadores de América conseguida el año anterior.
El 18 de junio de 2015, se anuncia la compra del 100% del pase por parte de San Lorenzo por un total de 2 millones de euros y un contrato por 3 años.

## Estadísticas

### Clubes
Actualizado de acuerdo al último partido jugado el 29 de julio de 2025.
| Club                                  | Div.          | Temporada     | Liga  | Liga  | Liga   | Copas nacionales | Copas nacionales | Copas nacionales | Torneos internacionales | Torneos internacionales | Torneos internacionales | Total | Total | Total  |
| Club                                  | Div.          | Temporada     | Part. | Goles | Asist. | Part.            | Goles            | Asist.           | Part.                   | Goles                   | Asist.                  | Part. | Goles | Asist. |
| ------------------------------------- | ------------- | ------------- | ----- | ----- | ------ | ---------------- | ---------------- | ---------------- | ----------------------- | ----------------------- | ----------------------- | ----- | ----- | ------ |
| C. A. Lanús Argentina                 | 1.ª           | 2005-06       | 1     | 0     | 0      | —                | —                | —                | —                       | —                       | —                       | 1     | 0     | 0      |
| C. A. Lanús Argentina                 | 1.ª           | 2006-07       | 6     | 1     | 0      | —                | —                | —                | —                       | —                       | —                       | 6     | 1     | 0      |
| C. A. Lanús Argentina                 | 1.ª           | 2007-08       | 24    | 3     | 1      | —                | —                | —                | 12                      | 1                       | 1                       | 36    | 4     | 2      |
| C. A. Lanús Argentina                 | 1.ª           | 2008-09       | 36    | 5     | 11     | —                | —                | —                | 5                       | 0                       | 0                       | 41    | 5     | 11     |
| C. A. Lanús Argentina                 | 1.ª           | 2009-10       | 34    | 7     | 11     | —                | —                | —                | 10                      | 1                       | 1                       | 44    | 8     | 12     |
| C. A. Lanús Argentina                 | 1.ª           | 2010-11       | 14    | 1     | 2      | —                | —                | —                | —                       | —                       | —                       | 14    | 1     | 2      |
| C. A. Lanús Argentina                 | Total club    | Total club    | 115   | 17    | 25     | 0                | 0                | 0                | 27                      | 2                       | 2                       | 142   | 19    | 27     |
| F.C. Metalist Járkov · Ucrania        | 1.ª           | 2010-11       | —     | —     | —      | —                | —                | —                | 2                       | 0                       | 0                       | 2     | 0     | 0      |
| F.C. Metalist Járkov · Ucrania        | 1.ª           | 2011-12       | 15    | 2     | 1      | 2                | 0                | 0                | 10                      | 1                       | 1                       | 27    | 3     | 2      |
| F.C. Metalist Járkov · Ucrania        | 1.ª           | 2012-13       | 26    | 2     | 2      | 2                | 0                | 2                | 8                       | 1                       | 0                       | 36    | 3     | 4      |
| F.C. Metalist Járkov · Ucrania        | 1.ª           | 2013-14       | 27    | 6     | 4      | 3                | 1                | 0                | 2                       | 1                       | 0                       | 32    | 8     | 4      |
| F.C. Metalist Járkov · Ucrania        | Total club    | Total club    | 68    | 10    | 7      | 7                | 1                | 2                | 22                      | 3                       | 1                       | 97    | 14    | 10     |
| West Bromwich Albion F. C. Inglaterra | 1.ª           | 2014-15       | 3     | 0     | 0      | 2                | 0                | 0                | —                       | —                       | —                       | 5     | 0     | 0      |
| West Bromwich Albion F. C. Inglaterra | Total club    | Total club    | 3     | 0     | 0      | 2                | 0                | 0                | 0                       | 0                       | 0                       | 5     | 0     | 0      |
| C. A. San Lorenzo Argentina           | 1.ª           | 2015          | 29    | 4     | 3      | 3                | 0                | 1                | 7                       | 0                       | 0                       | 39    | 4     | 4      |
| C. A. San Lorenzo Argentina           | 1.ª           | 2016          | 15    | 2     | 1      | 1                | 0                | 0                | 4                       | 0                       | 0                       | 20    | 2     | 1      |
| C. A. San Lorenzo Argentina           | 1.ª           | 2016-17       | 11    | 3     | 6      | 4                | 2                | 0                | 8                       | 0                       | 0                       | 23    | 5     | 6      |
| C. A. San Lorenzo Argentina           | 1.ª           | 2024          | 8     | 1     | 0      | 1                | 0                | 0                | 1                       | 0                       | 0                       | 10    | 1     | 0      |
| C. A. San Lorenzo Argentina           | Total club    | Total club    | 63    | 10    | 10     | 9                | 2                | 1                | 20                      | 0                       | 0                       | 92    | 12    | 11     |
| Portland Timbers Estados Unidos       | 1.ª           | 2017          | 34    | 8     | 4      | —                | —                | —                | —                       | —                       | —                       | 34    | 8     | 4      |
| Portland Timbers Estados Unidos       | 1.ª           | 2018          | 37    | 13    | 10     | 2                | 1                | 0                | —                       | —                       | —                       | 39    | 14    | 10     |
| Portland Timbers Estados Unidos       | 1.ª           | 2019          | 31    | 6     | 11     | 4                | 1                | 1                | —                       | —                       | —                       | 35    | 7     | 12     |
| Portland Timbers Estados Unidos       | 1.ª           | 2020          | 13    | 4     | 6      | —                | —                | —                | —                       | —                       | —                       | 13    | 4     | 6      |
| Portland Timbers Estados Unidos       | 1.ª           | 2021          | 27    | 9     | 6      | —                | —                | —                | —                       | —                       | —                       | 27    | 9     | 6      |
| Portland Timbers Estados Unidos       | 1.ª           | 2022          | 32    | 7     | 7      | 1                | 0                | 0                | —                       | —                       | —                       | 33    | 7     | 7      |
| Portland Timbers Estados Unidos       | 1.ª           | 2023          | 17    | 1     | 1      | 2                | 1                | 0                | 3                       | 0                       | 0                       | 22    | 2     | 1      |
| Portland Timbers Estados Unidos       | Total club    | Total club    | 191   | 48    | 45     | 9                | 3                | 1                | 3                       | 0                       | 0                       | 203   | 51    | 46     |
| Miami F. C. Estados Unidos            | 2.ª           | 2025          | 13    | 1     | 2      | 6                | 1                | 1                | —                       | —                       | —                       | 19    | 2     | 3      |
| Miami F. C. Estados Unidos            | Total club    | Total club    | 13    | 1     | 2      | 6                | 1                | 1                | 0                       | 0                       | 0                       | 19    | 2     | 3      |
| Total carrera                         | Total carrera | Total carrera | 453   | 86    | 89     | 33               | 7                | 5                | 72                      | 5                       | 3                       | 558   | 98    | 97     |
| 1. 2.                                 |               |               |       |       |        |                  |                  |                  |                         |                         |                         |       |       |        |

### Selección nacional
Actualizado de acuerdo al último partido jugado el 5 de mayo de 2010.
| Selección          | Año             | Amistosos | Amistosos | Amistosos | Eliminatorias | Eliminatorias | Eliminatorias | Continental | Continental | Continental | Mundial | Mundial | Mundial | Total | Total | Total  |
| Selección          | Año             | Part.     | Goles     | Asist.    | Part.         | Goles         | Asist.        | Part.       | Goles       | Asist.      | Part.   | Goles   | Asist.  | Part. | Goles | Asist. |
| ------------------ | --------------- | --------- | --------- | --------- | ------------- | ------------- | ------------- | ----------- | ----------- | ----------- | ------- | ------- | ------- | ----- | ----- | ------ |
| Absoluta Argentina | 2009            | 1         | 0         | 0         | —             | —             | —             | —           | —           | —           | —       | —       | —       | 1     | 0     | 0      |
| Absoluta Argentina | 2010            | 1         | 1         | 0         | —             | —             | —             | —           | —           | —           | —       | —       | —       | 1     | 1     | 0      |
| Total selección    | Total selección | 2         | 1         | 0         | 0             | 0             | 0             | 0           | 0           | 0           | 0       | 0       | 0       | 2     | 1     | 0      |

## Palmarés

### Campeonatos nacionales
| Torneo              | Club              | País           | Año    |
| ------------------- | ----------------- | -------------- | ------ |
| Primera División    | C. A. Lanús       | Argentina      | A-2007 |
| Supercopa Argentina | C. A. San Lorenzo | Argentina      | 2015   |
| Major League Soccer | Portland Timbers  | Estados Unidos | 2020   |